# Francesco Pona
Francesco Pona (11 de octubre de 1595–2 de octubre de 1655) fue un médico, filósofo, poeta y escritor italiano del periodo barroco.
Natural de Verona, médico de formación (dejó una obra sobre la peste en Verona, 1631, Il Gran contagio di Verona), fue también miembro de diversas academias. Es sobre todo recordado como poeta marinista, habiendo cultivado asimismo la prosa narrativa (La lucerna, 1625). Como filósofo, fue seguidor de la escuela aristotélica de raigambre paduana.